# Filippo Grandi (diplomatico)
Filippo Achille Maria Grandi (Milano, 30 marzo 1957) è un diplomatico italiano, alto ufficiale delle Nazioni Unite per i rifugiati.
Ha svolto le cariche di vice rappresentante speciale delle Nazioni Unite per l'Afghanistan e commissario generale dell'Agenzia delle Nazioni Unite per il soccorso e l'occupazione dei rifugiati palestinesi nel Vicino Oriente (UNRWA).
Dal 2016 è  alto commissario delle Nazioni Unite per i rifugiati.
Il 26 luglio 2024, in occasione della Cerimonia di apertura delle Olimpiadi di Parigi, riceve l'Alloro Olimpico.

## Biografia
Si laurea in Storia moderna all'Università degli Studi di Milano nel 1981, si perfeziona quindi presso l'Università Gregoriana di Roma. In seguito l’Università di Coventry gli conferisce il dottorato ad honorem.
Nel 1997 entra alle Nazioni Unite come assistente speciale dell'Alto commissario delle Nazioni Unite per i rifugiati (UNHCR), del quale diventa in seguito capo del personale. Dal 1997 al 2001, si sposta quindi alla sede ginevrina del UNHCR. Fino al 2004 lavora come capo missione all'UNHCR in Afghanistan.
Sempre alle Nazioni Unite, diventa vicecommissario generale dell'Agenzia delle Nazioni Unite per il soccorso e l'occupazione (UNRWA) nel 2005. Nel 2010 passa Commissario generale dell'Agenzia, nominato da Ban Ki-moon. All'UNRWA si occupa essenzialmente dei rifugiati palestinesi nel Vicino Oriente. Prima della sua nomina a vicecommissario generale, ha lavorato come vice rappresentante speciale delle Nazioni Unite per l'Afghanistan, a capo degli affari politici presso la Missione dell'ONU in Afghanistan (UNAMA) dal 2004.
L'11 novembre 2015 torna all'UNHCR come Segretario generale; è entrato in carica il 1º gennaio 2016.
È diventato il terzo destinatario dell’Alloro Olimpico, un premio del CIO che onora i risultati eccezionali in materia di istruzione, cultura, sviluppo e pace attraverso lo sport. Ha ricevuto il premio a nome dell’UNHCR durante la Cerimonia di apertura delle Olimpiadi di Parigi 2024 il 26 luglio 2024.

## Premi e riconoscimenti
Premio giornalistico Archivio Disarmo "Colombe d'Oro per la Pace" 2022